# ヘイワーズ・ヒース
ヘイワーズ・ヒース（英語: Haywards Heath）はイングランド南東部ウェスト・サセックス州ミッド・サセックス・ディストリクトにあるタウン。地方行政改革が実施される1974年より前はイースト・サセックス州に属していた。

## 歴史
町にあるマスター・グリーンでは、第一次イングランド内戦中の1642年12月に騎士党と円頂党の間で戦闘が繰り広げられた（マスター・グリーンの戦い）。この戦闘は円頂党の圧勝に終わり、騎士党側には死者・負傷者合わせて200名の犠牲が生じた。
かつてはクックフィールドに含まれていたが、1894年に都市ディストリクトとして独立。その後、1934年からは再びクックフィールドに合併され、1974年に再度分割された。また、この際にイースト・サセックスからウェスト・サセックスへ組み込まれた。
1841年、ロンドン・アンド・ブライトン鉄道の開業に伴って1月にヘイワーズ・ヒース駅が設置され、9月にブライトン駅までの区間が開通するまでの半年間、終着駅としての役割を果たした。この鉄道に加えて、線路に並走している国道A23号線によりロンドンとブライトンの双方にアクセスできることから、ヘイワーズ・ヒースは両都市の通勤圏として発展してきた。なお、1850年の人口はわずか200人ほどであったため、その成長の凄まじさがよくわかる。

## 宗教施設
- セント・ウィルフリッド教会（英語版）

## 教育
- チチェスター・カレッジ

## 交通機関

### 鉄道
- ブライトン本線（英語版）
  - ヘイワーズ・ヒース駅